# Зегебит Мансфелдер Ланд
Зегебит Мансфелдер Ланд (њем. Seegebiet Mansfelder Land) општина је у њемачкој савезној држави Саксонија-Анхалт. Једно је од 22 општинска средишта округа Мансфелд-Сидхарц. Према процјени из 2010. у општини је живјело 9.589 становника. Посједује регионалну шифру (AGS) 15087386.

## Географски и демографски подаци
Зегебит Мансфелдер Ланд се налази у савезној држави Саксонија-Анхалт у округу Мансфелд-Сидхарц. Општина се налази на надморској висини од 95 метара. Површина општине износи 99,2 km². У самом мјесту је, према процјени из 2010. године, живјело 9.589 становника. Просјечна густина становништва износи 97 становника/km².